# Vandana Shiva
Vandana Shiva (en hindi: वंदना शिवा; Dehradun, 5 de noviembre de 1952) es una física, filósofa y escritora india. Activista en favor del ecofeminismo, recibió el Premio al Sustento Bien Ganado —también llamado Premio Nobel Alternativo—, en 1993.

## Biografía
Shiva nació en Dehradun, Uttaranchal, antiguamente parte del estado indio de Uttar Pradesh, su padre guardabosques y su madre granjera, amante de la naturaleza. Se educó en la Escuela Santa María en Nainital, y en el Convento de Jesús y María, de Dehradun. En 1973 participó en el movimiento Chipko para impedir la tala de bosques en el Himalaya, mediante resistencia no violenta.
Shiva estudió física en la Universidad de Panjab en Chandigarh y se graduó como licenciada en ciencias en 1972. Después de un breve período en el Centro de Investigación Atómica de Bhabha, se trasladó a Canadá donde obtuvo un título de maestría en Filosofía de la ciencia por la Universidad de Guelph, —Ontario, Canadá— en 1976. En 1979 la Universidad de Ontario Occidental — le otorgó el doctorado por una tesis titulada «Variables ocultas y localidad en la teoría cuántica».
En 1982 creó la Fundación para la Investigación Científica, Tecnológica y Ecológica, la cual cuenta entre sus iniciativas el impulso y difusión de la agricultura ecológica (programa Navdanya), el estudio y mantenimiento de la biodiversidad (Universidad de las semillas, Colegio Internacional para la Vida Sostenible), fomentar el compromiso de las mujeres con el movimiento ecologista (Mujeres Diversas por la Diversidad), o la regeneración del sentimiento democrático (Movimiento Democracia Viva).
Navdanya es una organización india revolucionaria y significa "nueve cultivos". La intención de esta organización es apoyar agricultores locales, rescatar y conservar las variedades locales, en peligro de desaparición por el uso de variedades comerciales. Navdanya está constituido por ecologistas y agricultores indios y es un movimiento en defensa de la reserva de semillas. Shiva culpa de esta progresiva desaparición a las compañías productoras de semillas, fertilizantes químicos y pesticidas, especialmente aquellas que desarrollan variedades transgénicas.
En su esfuerzo por conservar la biodiversidad de la India, movilizan a agricultores de muchas comunidades para que no consuman semillas genéticamente modificadas. Así mismo, a través de "Navdanya" ha creado campañas contra el uso de pesticidas, educando a agricultores sobre los bienes de las semillas nativas; establecieron 34 bancos de semillas comunitarios en todo el país que preservan las semillas indias naturales y las distribuyen sin costo a agricultores interesados. Navdanya ha contribuido a la conservación de más de 2000 variedades de arroz. Ha sido capaz de movilizar en la India 5 millones de campesinos contra la Unión General de Tarifas de Comercio (GAT) y de ponerse a la cabeza de la gran movilización en contra de la globalización del comercio en Seattle a finales de 1999. Entre las iniciativas de esta organización también encontramos la difusión e impulso de la agricultura ecológica, el estudio y mantenimiento de la biodiversidad, la regeneración del sentimiento democrático o el fomento del compromiso de las mujeres con el movimiento ecologista.
Shiva, inspirada en el concepto de Mohandas Gandhi de no violencia, impulsa a las mujeres agricultoras a recuperar el tradicional papel que habían tenido durante siglos, al guardar las semillas para preservar la especie y volver a plantarla; negándose a obedecer las leyes internacionales de comercio o acatar las reglas de la economía de mercado para crear su propio mercado independiente.
En 1993, en reconocimiento a su dedicación a los movimientos alternativos y "... por situar a la mujer y a la ecología en el corazón del discurso moderno sobre el desarrollo", recibió el Premio Right Livelihood, también conocido como el Premio Nobel Alternativo. Otros premios que ha recibido son el Global 500 de 1993 del Programa de las Naciones Unidas para el Medio Ambiente (UNEP) y el premio internacional del Día de la Tierra, también de las Naciones Unidas.
En 1994 participó junto con las comunidades de la costa india en su lucha de acción no violenta para poner fin a la cría y pesca industrial del langostino que se había popularizado en la India y que según las comunidades, estaba ocasionando una grave devastación de los ecosistemas aledaños.
Actualmente es una líder del Foro Internacional sobre la Globalización, así como un miembro destacado del movimiento antiglobalización que surge como respuesta al Acuerdo General sobre Aranceles Aduaneros y Comercio (GATT, General Agreement on Tariffs and Trade) en donde se fundó la Organización Mundial del Comercio (OMC). En su libro reciente Manifiesto por una democracia de la tierra ha propuesto el concepto y la causa de la democracia de la tierra como alternativa al capitalismo
Lucha activamente contra la política neoliberal de globalización y a favor de los derechos de los pueblos denunciando que la codicia de las corporaciones usurpan los recursos naturales, como la tierra y el agua y violan los derechos fundamentales de la gente.

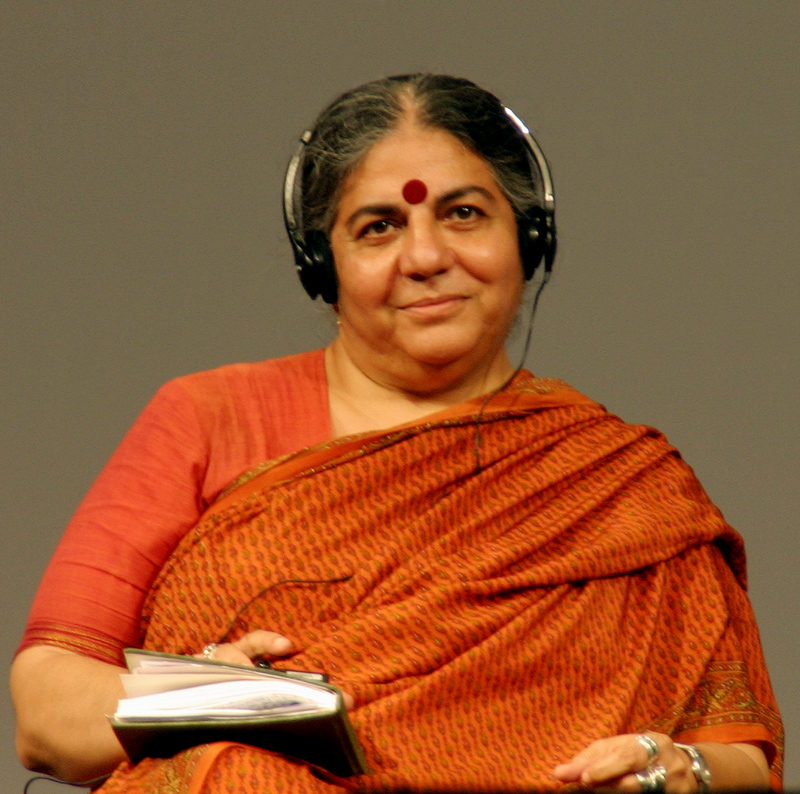
Vandana Shiva en 2007.

## Carrera
Vandana Shiva ha luchado para cambiar las prácticas y paradigmas de la agricultura y la comida. Entre las áreas en las que Shiva ha contribuido intelectualmente y a través de campañas activistas, se encuentran los derechos de propiedad intelectual, biodiversidad y bioética. Asimismo, ha ayudado a organizaciones de lucha social del Movimiento Verde en África, Asia, Latinoamérica, Irlanda, Suiza y Austria con sus campañas en contra de la ingeniería genética.
Respecto al Derecho de la Propiedad Intelectual y la Biodiversidad, la Dra. Shiva junto con su equipo del Research Foundation for Science, Technology and Ecology, exitosamente lucharon en contra de la biopiratería del Nim (Azadirachta indica), del arroz Basmati, y del trigo.
Su primer libro, Staying Alive (1988), ayudó a redefinir la percepción de la mujer del tercer mundo. En 1990, escribió un reporte para la FAO sobre Mujeres y Agricultura titulado “La mayoría de los agricultores en India son Mujeres”. Fundó la unidad de género en el International Centre for Integraded Mountain Development (ICIMOD) en Katmandú y fue miembro Fundadora del Women’s Environment & Development Organization (WEDO).
Shiva ha trabajado como asesora de los gobiernos en India y en el extranjero así como en organizaciones no gubernamentales incluyendo la International Forum on Globalization, la Women´s Environment & Development Organization y la Third World Network. La Dra. Shiva preside la Comisión del Futuro de la Comida ubicada en la región de Toscana en Italia y es miembro del Comité Científico que asesoró al ex primer ministro de España, José Luis Rodríguez Zapatero.

Vandana Shiva está trabajando en un proyecto de tres años con el Gobierno de Bután invitada por el primer ministro Jigme Thinley, para asesorar al gobierno sobre cómo alcanzar su objetivo de volverse un país soberano orgánico; el primero en ser completamente orgánico.

## Ecofeminismo
Vandana Shiva es una representante destacada del ecofeminismo. Entre sus escritos sobre el tema se encuentran Abrazar la vida: mujer, ecología y desarrollo; La praxis del ecofeminismo: biotecnología, consumo y reproducción; y Ecofeminismo. Teoría, crítica y perspectivas, este último escrito en conjunto con Maria Mies.
El Movimiento Chipko en los Himalayas de Garhwal, en el cual Shiva participó, tenía poco más de veinte años cuando llevó adelante su primera acción notoria en este sentido, es una de las luchas más simbólicas de la relación entre las mujeres y el medio ambiente (ecofeminismo). Los activistas de Chipko argumentaban que las plantaciones comerciales de pinos o eucaliptos daban trabajo a algunos aldeanos (principalmente hombres), pero no satisfacían las necesidades de las mujeres que se ocupaban, casi todas, en los cultivos y contaban con los árboles para combustible y como forraje para los animales. El movimiento no fue espontáneo y tenía una base política influida por varios factores, incluyendo la prolongada y decidida lucha de los seguidores de Gandhi políticamente comprometidos a esa región. Durante las primeras etapas del movimiento los hombres y mujeres se unieron en contra del desarrollo maderero comercial, pero sus intereses entraron en conflicto porque los hombres se interesaban en lograr acceso al bosque para el desarrollo comercial de la aldea y las mujeres deseaban preservar el bosque para sus necesidades tradicionales de subsistencia y para impedir la erosión del suelo.
Para Shiva los tres principios del ecofeminismo son:
- La Tierra está viva, es sagrada y es la conexión entre todos los seres vivos.
- La naturaleza fue reemplazada por el patriarcado, y las mujeres, parte de la naturaleza, se encuentran subordinadas frente al hombre y a la producción.
- Respeto a todo ser viviente. Para desarrollar esta tesis planteó varias ideas, como construir otros tipos de instrumentos, más allá del producto interior bruto (PIB), que evidencien la mejora en el desarrollo de las poblaciones, y el tener derechos con responsabilidad.[12]

Según Shiva, el ecofeminismo es un movimiento tan antiguo como la vida misma y consiste en poner la vida en el centro de la organización social, política y económica; cosa que las mujeres ya practican porque son ellas a quienes se les ha dejado la tarea del cuidado y el mantenimiento de la vida tomando en cuenta la determinación biológica. De tal manera que su objetivo es maximizar la riqueza de la vida.
El primer principio del ecofeminismo es reconocer que este mundo del cual somos parte es una Tierra viviente, que es una Tierra sagrada y es la que sostiene cualquier forma de vida. Incluida la economía dominante que niega a la Tierra misma. Argumenta que la gente que toma más de lo que necesita de la Tierra es aquella que la está saqueando a una velocidad muy rápida: “la industria minera, la industria maderera, la industria genética, aquellos quienes están robando los genes y pretenden que ellos son los creadores”.
"El ecofeminismo es la convergencia de la ecología y el feminismo. La ecología dice que no se pueden destruir los fundamentos ecológicos a través de los que sobrevivimos y el feminismo recuerda que no hemos nacido iguales pero que formamos parte de la misma especie. Así, el ecofeminismo es realmente la filosofía de toda sociedad duradera". El ecofeminismo para Shiva y Mies, es una articulación de movimientos existentes y lo plantean como una filosofía basada en la relación dual indivisible de acción-reflexión y en una política de responsabilidad, amor y compasión. Por lo tanto, ellas afirman que hay principios fundamentales de justicia y de sostenibilidad, los cuales permiten que incluso en diferentes contextos y modos de vida, se pueda converger en un mismo movimiento.
El segundo principio del ecofeminismo para ella es el reconocimiento de que, de alguna manera, la creatividad ha sido desplazada por el capitalismo. Dice que la maternidad pertenece al lado físico de la vida, lo único que las mujeres comparten con los animales; y que el principio espiritual de la paternidad les pertenece a ellos por sí solos. La paternidad triunfante forma parte de la vida celestial, mientras que el cuidado de los niños está relacionado con la Tierra que lo bendice todo. Por lo tanto dice que la reproducción simplemente desaparece y es reemplazada por la producción. Pero la producción es redefinida, pasa de ser una producción de la vida, mantenimiento de la vida, producción de salud, de comida, de nutrición, de agua, para ser, en realidad, la destrucción de cada uno de estos recursos. De esta forma la destrucción se vuelve creación y la creación desaparece.  A esto lo llama la frontera de la creación, la cual dice que es instalada por el capitalismo patriarcal. Y toda la línea de la vida es trazada para declarar cada cosa más allá de esa línea lo cual significa todo lo de la creatividad de la naturaleza, de los seres humanos, de las mujeres, de las comunidades indígenas, de todos los seres humanos, en sus relaciones con el cuidado de la naturaleza y de la comunidad humana; todo eso es definido como no actividad, no productivo. De ahí es de donde se puede deducir que las mujeres “no trabajan”. A partir de esto se desprende el hecho de que la agricultura de las comunidades indígenas “no es productiva”, aunque hoy en día esa agricultura indígena signifique el 70% de la producción mundial hasta el 2010, pero es borrada, como si no existiese.
Sostiene también que la biopiratería ha sido posible por la existencia de la frontera de la creación, en donde la evolución de la naturaleza y la evolución de los seres humanos son definidas como no inteligentes y no creadas. “Nosotros somos definidos como materias primas pasiva”, dice Shiva. Aada que la segunda frontera de creatividad y productividad de las mujeres y la naturaleza que es negada es la frontera de la producción, aquella en donde el crecimiento es medido y definido. “Si tú produces lo que consumes entonces no estás produciendo.”
Para Vandana Shiva el principio más importante del ecofeminismo es el reconocimiento y el respeto a la diversidad en todas sus formas, es decir, toda forma de planta, toda forma de animal, todo organismo del suelo, toda forma de comunidad humana, toda cultura que ha evolucionado. Cree que hemos alcanzado un punto en donde podemos comenzar a decir que el crecimiento del que se ha hablado, es una medida incorrecta. Propone que debemos comenzar a medir el crecimiento en términos de la vida y crecimiento en las instituciones de la sociedad que mantienen la vida. Y también dice que podemos comenzar a decir es que el crecimiento de la contaminación les está permitiendo a las corporaciones hacerse de enormes ganancias, pero que no podemos permitir la externalización. Afirma que el ecofeminismo es básicamente el decir que los derechos van junto con las responsabilidades. Argumenta que el conocimiento a través de los sentidos tiene un mismo nivel de entendimiento y el cuerpo en sí mismo es un ser. Entre todos los pueblos indígenas el cuerpo es la fuente de donde brota el conocimiento. El cuerpo es el espacio desde donde todos los curadores o chamanes obtienen su conocimiento y, a través de él, pueden curar otros cuerpos. Entonces para el ecofeminismo, el cuerpo de las mujeres y todos los cuerpos, de hecho, son seres que conocen. Para el ecofeminismo no hay nada como una mente desligada del cuerpo.

Respecto a la relación entre ecofeminismo y espiritualidad sostiene que la espiritualidad se presenta en muchas formas. Para algunas comunidades son los ancestros, para algunas otras es la forma de ver el mundo de los ancestros, con toda la interconectividad de ver las formas de vida. Pero que también puedes encontrar una espiritualidad imaginada y esa podría ser el reconocimiento de la interconexión. Para ella la espiritualidad es el conocimiento de que todo está interconectado, por lo que debe ser respetado, no debe ser violado. Es por estas razones que afirma que la violencia contra las mujeres está mal y todo aquel sistema que reconozca la interconexión es ecológico y espiritual en el sentido de que no reduces todo a la materia. 
Las relaciones no pueden ser medidas en pulgadas y pies, la medida en la que tú puedes destruir, las dimensiones en que tú sostienes o destruyes la vida, solo pueden ser pensadas en términos negativos o positivos de energía; tales relaciones no pueden ser medibles sino vividas y por eso el nuevo mundo imaginado es un mundo de interconectividad holística y de múltiples dimensiones de la espiritualidad. Porque la integridad y la espiritualidad no son diferentes y reconocer la integridad de cada persona y cada especie ya es, en sí mismo, espiritualidad.
Shiva parte de decir que la razón por la que existe el hambre, son las relaciones de comercio injustas. En lugar de eso, ella propone una agricultura orgánica basada en la biodiversidad de tal manera que el sistema económico y social esté fundamentado en el conocimiento tradicional y en el legado de las mujeres como anteriormente se hacía. "Las mujeres de la India han desarrollado 200 mil variedades de arroz, trabajo hecho a lo largo de milenios por cientos de miles de abuelas desconocidas. En ningún momento ninguna de ella se dirigió a su hermana y le dijo: "He producido este nuevo arroz. De ahora en adelante, es mi propiedad; de ahora en adelante, me pagarás regalías". Dice que la semilla es el primer eslabón de la cadena alimentaría y que “salvarla es nuestro deber, compartirla es nuestra cultura”.
Shiva también habla de la igualdad de género en relación con la libertad. Hace una distinción en la igualdad argumentando que hay dos interpretaciones. Por un lado, el parecerse, el ser similares; por el otro, la diversidad sin discriminación y es esta última la definición que ella considera más apegada al verdadero concepto de igualdad. "Durante mucho tiempo se ha asumido que la igualdad entre géneros significa que las mujeres han de imitar lo que los hombres son hoy en día, pero el macho dominador es ávido, violento y extremadamente irresponsable. La línea de la semejanza no es el camino por el que tenemos que ir. Yo quiero la libertad para ser diferente, pero no quiero ser castigada por serlo. Esto es para mí la igualdad."
Aclara también que el ecofeminismo no está restringido a las mujeres. Dice que es una visión que reconoce el derecho de todas las especies, y los derechos de la naturaleza. Como una visión del mundo holística que es, desbarata la concepción de separación establecida del “imperio de los hombres sobre las criaturas inferiores de Dios”. Dice que El imperio del hombre necesita concebir al resto de las especies como inferiores., en esta concepción todos los seres son iguales; todos tienen derechos: las mujeres tienen derechos; pero hay que combinar esos derechos con los de las otras especies.
Sobre la relación entre el ecofeminismo y los otros tipos de feminismos afirma que el feminismo que no es ecologista es una reproducción del patriarcado, que busca el empoderamiento de las mujeres en la forma masculina que hemos recibido del capitalismo patriarcal. “Por el hecho que ese tipo de empoderamientos solo puede ser posible para un puñado de mujeres en la cima; se deben romper, entonces, los derechos del resto de las mujeres. Por eso el feminismo es ecológico en su base.” Otro punto importante que sostiene es que el ecofeminismo es un feminismo de solidaridad. No de individualismo, se trata del acceso de todo el mundo a la vida, a los recursos de la vida, incluyendo el conocimiento por lo tanto afirma que si el ambientalismo no es feminista se convertirá en una ambientalismo espectral, que forma parte del capitalismo; si el feminismo no es ecologista, también se convertirá en parte del capitalismo. Ella piensa que si vamos a crear un mundo auténticamente diferente, nuestras relaciones deberían estar basadas en el sostenimiento y enriquecimiento de la vida, más que en la acumulación del capital. Entonces la convergencia de la ecología y el feminismo se convierte en una vía natural. Y cuando los derechos de la mujer son considerados en el marco de los derechos de la diversidad de la vida, no tienes, en realidad, el riesgo de caer en el relativismo. Para Shiva el relativismo cultural proviene de sistemas desincorporados de liberación. “Así podemos tener cualquier tipo de discusión en la que perdemos el piso en el que nos encontramos. Y la ecología es el piso. Si ese es el piso, el tema de la justicia no se vuelve relativo. Los temas sobre los derechos de las mujeres no se vuelven relativos. Eso es muy claro.”

### Cosecha robada: el secuestro del suministro mundial de alimentos
En este libro Vandana Shiva describe los impactos devastadores en el medio ambiente y las consecuencias negativas de la agricultura industrial practicada a nivel mundial. Shiva habla de la India y describe casos concretos e investigaciones en su país en donde se retratan los daños causados por la agricultura y la acuicultura industrial; semillas modificadas genéticamente, monocultivos, monopolios sobre la alimentación, biopiratería, explotación de los recursos. Además, expone la situación de riesgo en la que se encuentran miles de especies (biodiversidad) y los pequeños agricultores y pescadores de la India y del tercer mundo. Shiva explica que una cosmovisión basada en la escasez genera relaciones de explotación con la Tierra y son las que se practican actualmente por el capitalismo; en cambio propone una cosmovisión basada en la abundancia. También habla de la importancia de vivir una democracia alimentaria y sitúa el tema como primordial en la agenda de Derechos Humanos junto con la seguridad alimentaria.
El libro consta de siete breves capítulos:
1. El secuestro del suministro mundial de alimentos
2. El imperialismo de la soja y la destrucción de las culturas alimentarias locales
3. La cosecha robada bajo el mar
4. Vacas locas y vacas sagradas
5. La cosecha robada de semillas
6. Ingeniería genética y seguridad alimentaria
7. Reivindicación de la democracia alimentaria

Un fragmento de su libro: 
Como se le recomienda al Tercer Mundo que deje de cultivar alimentos y que compre la comida en los mercados internacionales exportando cultivos comerciales, el proceso de globalización – comenta la autora- conduce a una situación en la que las sociedades agrícolas del Sur se vuelven cada vez más dependientes de las importaciones de alimentos, pero carecen de las divisas necesarias para costear los alimentos importados.

## Controversias
Hay una gran cantidad de críticas respecto a sus obras e ideas en general: por proteger la Tierra, mueve a miles de personas a través de campañas, proyectos y congresos. Precisamente por la influencia que ejerce, también está en el punto de mira de muchos que no están de acuerdo con sus ideas.
Hay una gran cantidad de críticas respecto a sus obras e ideas en general:
-Guillaume P. Gruere (Miembro de la OCDE) sostiene:  "no hay evidencia disponible de un “resurgimiento” del suicidio de granjeros en India en los últimos 5 años".
-El periodista científico Ronald Bailey escribió que Vandana Shiva es una "ludita": si hay algo nuevo, ella se opone a eso.
-El Liberty Institute of Delhi premió a Shiva con el "Bullshit Award for Sustaining Poverty" (Premio Basura por el Mantenimiento de la Pobreza) en 2002 en Johannesburgo.
-Muchos medios y blogs también han participado en la desacreditación de V. Shiva. Un ejemplo es Ana Luz García, que ridiculizó y comparó las declaraciones de corte feminista de Shiva con las de Luce Irigaray afirmando que "las ideas de Shiva son como una versión mística de las sandeces sostenidas por la posmoderna psicoanalista, socióloga, feminista y filósofa Luce Irigaray, quien dice, por ejemplo, que la ecuación E=Mc2 es sexuada, ya que privilegia la velocidad de la luz sobre otras velocidades igual de esenciales para la vida, porque es más rápida (¡?). También sostiene que el estudio de la mecánica de fluidos ha sido injustamente postergada porque los científicos, que son todos hombres, prefieren estudiar la mecánica de sólidos, sólidos como el pene, no como la vagina que es no-sólida y emite fluidos".
Otro ejemplo es el artículo de Francisco García Olmedo publicado en la Revista de los Libros, en el que pone en duda algunas ideas de V.Shiva como la de oponerse a los transgénicos y a la biopiratería. Termina diciendo lo siguiente sobre ella: "Escudada en un doctorado en Física Teórica, Vandana Shiva es una de las más feroces y posmodernas detractoras de la ciencia actual y, al tiempo, opina dogmáticamente sobre todo lo divino y lo humano sin importarle mucho los datos objetivos. Su ignorancia de los más sencillos principios de la práctica agrícola es proverbial."

## Libros principales
- 1991, La biotecnología y sus consecuencias en el Tercer Mundo: documentos informativos; Instituto del Tercer Mundo.
- 1995, Abrazar la vida: mujer, ecología y desarrollo; Editorial Horas y Horas. ISBN 84-87715-50-8
- 1998, La praxis del ecofeminismo: biotecnología, consumo y reproducción; Editorial Icaria. ISBN 84-7426-391-3
- 2001, Biopiratería: el saqueo de la naturaleza y del conocimiento; Editorial Icaria. ISBN 84-7426-501-0
- 2003, Cosecha robada: el secuestro del suministro mundial de alimentos; Ediciones Paidós. ISBN 84-493-1430-5
- 2003, ¿Proteger o expoliar?: los derechos de propiedad intelectual; Fundación Intermón Oxfam. ISBN 84-8452-184-2
- 2004, Las guerras del agua: privatización, contaminación y lucro; Siglo XXI editores. ISBN 968-23-2440-8.[14]
- 2005, India dividida. Asedio a la diversidad y a la democracia; Editorial Popular. ISBN 978-84-7884-304-6
- 2006, Manifiesto para una democracia de la tierra: justicia, sostenibilidad y paz; Ediciones Paidós. ISBN 84-493-1946-3
- 2007, Las nuevas guerras de la globalización. Semillas, agua y formas de vida; Editorial Popular. ISBN 978-8-47884-358-9
- 2008, Monocultivos de la mente; Editorial Fineo. ISBN 978-9-70995-703-7
- 2008, Soil Not Oil: environmental justice in a time of climate crisis; South End Press. ISBN 978-0-89608-782-8
- 2010, Terra. Superar l'era del petroli, per una nova justicia ambiental; Editorial Tres I Quatre. ISBN 978-8-47502-852-1
- 2018, ¿Quién alimenta realmente al mundo?; Editorial Capitán Swing. ISBN 978-84-947408-3-1

### Libros con otras autoras
- 1997, Ecofeminismo. Teoría, crítica y perspectivas con Maria Mies; Editorial Icaria. ISBN 84-7426-344-1

### Biografía
- 2012, Vandana Shiva. Las victorias de una india contra el expolio de la biodiversidad de Lionel Astruc; Editorial: La Fertilidad de la Tierra Ediciones. ISBN 978-84-938289-8-1